# 구암동 (대구)
구암동(鳩岩洞)은 대구광역시 북구의 행정동이자 법정동이다.

## 동명 유래
대구직할시 설치 이전에는 칠곡군에 속한 칠곡읍이었던 지역으로, 비둘기처럼 생긴 산이 있는 동네라 하여 구암동이라고 부른다. 한편으로는 함지산 부근 숲속에 열매가 풍부해서 비둘기 떼들이 모여들어 주위의 바위를 하얗게 만들었다는 데서 연유한다고도 하며, 구암동 뒷산에 비둘기가 많이 와서 울었다고 구명(鳩鳴)이라 하였는데 구(鳩)자와 운암동(雲岩洞)의 암(岩)자를 따서 구암동이 되었다고도 한다.

## 유래
- ‘구암’이란 함지산 부근 숲속에 열매가 풍부하여 비둘기떼들이 모여들어 주변 바위를 하얗게 만들었다는 데서 유래되었다고 합니다. 또한, 구암동 뒷산에 비둘기가 많이 와서 울었다고 구명(鳩鳴)이라 하였는데 구(鳩)자와 운암동(雲岩洞)의 암(岩)자를 따서 구암동이 되었다는 설도 있습니다.

## 관공서
- 북대구우체국
- 대구강북경찰서
- 대구강북소방서

## 주거
| 단지명                | 건설사                 | 시행사                 | 주소               | 입주        | 비고 |
| --------------------- | ---------------------- | ---------------------- | ------------------ | ----------- | ---- |
| 칠곡그린빌 주공 2단지 | ㈜신성 화성산업        | 대한주택공사           | 북구 구암서로 70   | 2001년 5월  |      |
| 칠곡그린빌 주공 3단지 | ㈜삼호 ㈜태왕          | 대한주택공사           | 북구 구암서로 41   | 2000년 8월  |      |
| 칠곡그린빌 주공 4단지 | ㈜신성                 | 대한주택공사           | 북구 구암서로 22   | 2001년 12월 |      |
| 화성 그랜드파크       | ㈜화성개발             | ㈜화성개발             | 북구 구암로65길 9  | 2003년 12월 |      |
| 칠곡부영 3단지        | ㈜동광주택산업         | ㈜부영                 | 북구 구암서로 7    | 2002년 6월  |      |
| 칠곡부영 5단지        | ㈜동광주택산업         | ㈜부영                 | 북구 대천로 132    | 2003년 5월  |      |
| 칠곡부영 6단지        | ㈜동광주택산업         | ㈜부영                 | 북구 구암로49길 24 | 2002년 6월  |      |
| 칠곡부영 7단지        | ㈜동광주택산업         | ㈜부영                 | 북구 구암로49길 10 | 2003년 5월  |      |
| 칠곡 금빛타운         | ㈜현대주택 ㈜에덴      | ㈜현대주택 ㈜에덴      | 북구 팔거천동로 70 | 1995년 11월 |      |
| 칠곡 미래타운         | 화성산업 ㈜우방 ㈜보성 | 화성산업 ㈜우방 ㈜보성 | 북구 팔거천동로 52 | 1995년 11월 |      |
| 칠곡 청구타운         | ㈜청구                 | ㈜청구                 | 북구 학정로 271    | 1995년 11월 |      |
| 칠곡3차 서한타운      | ㈜서한                 | ㈜서한                 | 북구 구암로32길 14 | 1996년 3월  |      |

- 칠곡2차 동서타운 - 1996년 11월 입주 / 동서개발㈜
- 칠곡2차 한라타운 - 1995년 7월 입주 / ㈜한라
- 칠곡동서영남타운 - 1995년 10월 입주 / 동서개발㈜, 영남건설㈜
- 칠곡건영 - 2001년 7월 입주 / 건영㈜

## 교육 기관
- 대구강북초등학교
- 대구구암초등학교
- 대구운암초등학교
- 강북중학교
- 구암중학교
- 동평중학교
- 운암중학교
- 구암고등학교
- 운암고등학교
- 함지고등학교